# 曽根康治
曽根 康治（そね こうじ、1928年11月14日 - 1981年4月27日）は、日本の柔道家（講道館8段）。
1958年の世界選手権で優勝。得意技は内股や大外刈など。

## 来歴
埼玉県大里郡寄居町出身。父親が柔道6段、叔父がのち柔道9段の曽根幸蔵、兄も有段者という柔道一家に生まれる。7歳の時に地元・寄居町にて、長谷吉重郎（講道館8段）が館主を務める明道館に入門。
県立熊谷商業高校を卒業後は明治大学に進学し、入学直後には当時まだ少なかった3段に昇段した。しかし1・2年生の頃の柔道部はGHQの圧力で武道は禁止されていたため稽古を大っぴらにはできず、“第2レスリング部”と称する柔道同好者の集いに過ぎなかった。
当時は寮も無く寄居から駿河台の校舎まで電車に2時間半揺られて通学していたが、3年生になりようやく“柔道部”が創設されて葛飾区の堀切に白雲寮ができるとそちらに移り住んだ。1952年に柔道部は姿節雄7段（のち9段）を師範、葉山三郎7段（のち8段）を監督として迎え、4年生になり身長180cm・体重90kg弱と堂々たる体格となった曽根は主将として柔道部を率いた。明大柔道部は総勢150人の部員を数えて他校を圧倒し、団体戦で全日本学生優勝大会を制したほか、曽根自身も個人戦の全日本学生選手権にて優勝を飾っている。
卒業後は富士製鐵（現・日本製鉄）に就職。広畑製鐵所勤務を経て1955年に本社に転勤してからは赤羽で妹と自炊生活を送り、それは仕事を終えて退社後に明治大学と赤羽澄水園道場とを掛け持ちで回って母校の後輩との稽古に汗を流すという忙しいものであった。この頃稽古をよく供にした神永昭夫によれば、曽根は限られた稽古時間を有効に使うため、合理的で内容を如何に充実させ集中して行うかを常に考えていたという。曽根はこの間1949年から1958年まで10年連続で国体に出場したほか、全日本東西対抗大会へも1949年から6年連続で出場、また全日本選手権では初出場の1954年大会こそ1回戦で武専出身の橋元親に敗れたものの、翌55年にベスト4、56年には準優勝し、29歳で迎えた58年大会では苦手としていた小田雄三や強豪山舗公義らを降し念願の初優勝を遂げた。同年11月の第2回世界選手権の日本代表に選抜されると、大会では“黒い巨人”ことジョージ・ハリス（米）や川石酒造之助の直弟子に当たる名手ベルナール・パリゼ（仏）らを退け、明治の先輩後輩対決となった決勝戦では神永昭夫を試合時間一杯の20分の激闘の末に判定でこれを破り、選手権を獲得した。
1961年12月の第3回世界選手権に先立ち9月3日に福岡スポーツセンターで開催された日本代表決定戦では、本命と見られていた神永と猪熊功が怪我で欠場し、2人の引き立て役として出場した曽根が勝ち進み、決勝戦で東洋大出身の山岸均を大内刈で破って優勝してしまった。全日本柔道連盟の判断によりヘーシンク（蘭）対策として、代表決定大会に欠場した神永も世界選手権へ出場する事となったが、曽根は神永・猪熊の他に若い世代が伸びてこない当時の柔道界を嘆いていたという。
世界選手権では予想通りヘーシンクが快進撃を見せ、日本代表の神永が4回戦で判定負けを喫し、古賀武も準決勝戦でヘーシンクの内股に宙を舞った。決勝戦でヘーシンクと当たった曽根も袈裟固から逃れる事ができず、試合時間7分50秒で一本負を喫し銀メダルに終わった。既に現役のピークを過ぎていた当時33歳の曽根にとっては、精一杯の健闘だった。
引退後は母校・明治大学の監督や東京オリンピック日本代表コーチなどを務め、1977年には講道館より8段を許される。
新日本製鉄釜石製鉄所にて業務部長となった曽根は、1981年3月に"鉄の軍団"こと新日鉄釜石ラグビー部の部長に就任。しかし一度も指揮する事ないまま、4月27日に脳ガイ出血のため東京都千代田区の東京警察病院にて死去した。52歳没。告別式は中野区の宝仙寺で執り行われた。
曽根を慕って明治大学-富士製鉄と同じ道を歩んだ神永は、その死に際して「稽古中は鬼のような先輩が、一旦道場を離れると心優しい社会人として後輩の心配と配慮を忘れなかった」「豪放磊落で人間的な温かみのある先輩だった」と曽根の人柄を述懐している。

## 主な成績
- 1955年 全日本選手権大会3位。
- 1957年 全日本選手権大会準優勝。
- 1958年 全日本選手権大会優勝。
- 1958年 第2回世界選手権大会に出場。決勝で神永昭夫を破り優勝する。
- 1961年 第3回世界選手権大会に出場。決勝でアントン・ヘーシンクに敗れ、準優勝に終わる。

## 著書
- 柔道（旺文社スポーツ教室）1967年
- 柔道:はじめて柔道を志す人のために（日本文芸社）1978年